# Station Zaręby Kościelne
Station Zaręby Kościelne is een spoorwegstation in de Poolse plaats Zaręby Kościelne.